# Miguel Zaragoza Fuentes
Pour les articles homonymes, voir Zaragoza et Fuentes.
 (juillet 2024).
La mise en forme du texte ne suit pas les recommandations de Wikipédia : il faut le « wikifier ».
Les points d'amélioration suivants sont les cas les plus fréquents. Le détail des points à revoir est peut-être précisé sur la page de discussion.
- Les titres sont pré-formatés par le logiciel. Ils ne sont ni en capitales, ni en gras.
- Le texte ne doit pas être écrit en capitales (les noms de famille non plus), ni en gras, ni en italique, ni en « petit »…
- Le gras n'est utilisé que pour surligner le titre de l'article dans l'introduction, une seule fois.
- L'italique est rarement utilisé : mots en langue étrangère, titres d'œuvres, noms de bateaux, etc.
- Les citations ne sont pas en italique mais en corps de texte normal. Elles sont entourées par des guillemets français : « et ».
- Les listes à puces sont à éviter, des paragraphes rédigés étant largement préférés. Les tableaux sont à réserver à la présentation de données structurées (résultats, etc.).
- Les appels de note de bas de page (petits chiffres en exposant, introduits par l'outil «  Source ») sont à placer entre la fin de phrase et le point final[comme ça].
- Les liens internes (vers d'autres articles de Wikipédia) sont à choisir avec parcimonie. Créez des liens vers des articles approfondissant le sujet. Les termes génériques sans rapport avec le sujet sont à éviter, ainsi que les répétitions de liens vers un même terme.
- Les liens externes sont à placer uniquement dans une section « Liens externes », à la fin de l'article. Ces liens sont à choisir avec parcimonie suivant les règles définies. Si un lien sert de source à l'article, son insertion dans le texte est à faire par les notes de bas de page.
- La présentation des références doit suivre les conventions bibliographiques. Il est recommandé d'utiliser les modèles {{Ouvrage}}, {{Chapitre}}, {{Article}}, {{Lien web}} et/ou {{Bibliographie}}. Le mode d'édition visuel peut mettre en forme automatiquement les références.
- Insérer une infobox (cadre d'informations à droite) n'est pas obligatoire pour parachever la mise en page.

Pour une aide détaillée, merci de consulter Aide:Wikification.
Si vous pensez que ces points ont été résolus, vous pouvez retirer ce bandeau et améliorer la mise en forme d'un autre article.
Miguel Zaragoza Fuentes est un homme d'affaires mexicain né dans les années 1930 à Ciudad Juárez, au Mexique. Il est le fondateur et propriétaire du Grupo Zeta, l'un des plus importants conglomérats gaziers d'Amérique latine.

## Biographie

### Carrière professionnelle
Miguel Zaragoza Fuentes a fondé le Grupo Zeta dans les années 1930. L'entreprise est devenue un acteur majeur du marché du gaz au Mexique et en Amérique latine, contrôlant plus de 14% du marché national mexicain et étendant ses activités aux États-Unis, à l'Amérique centrale, aux Caraïbes, au Pérou et à l'Espagne,.
Le Grupo Zeta comprend plus de 80 entreprises dans 9 pays et emploie plus de 7 000 personnes. La fortune de Miguel Zaragoza Fuentes est estimée à plus de deux milliards de dollars,.

### Expansion internationale
Dans les années 1960, Miguel Zaragoza Fuentes et son frère Eduardo se sont associés à Shell pour créer Tropigas, marquant ainsi leur entrée sur le marché centraméricain. Plus tard, Miguel Zaragoza a pris le contrôle total de Tropigas au Costa Rica, tandis que son frère Eduardo a conservé les opérations au Honduras, au Salvador et au Nicaragua.

### Vie privée
Miguel Zaragoza Fuentes a été marié à Evangelina López Guzmán pendant 60 ans, de 1953 à 2014. Ils ont eu 11 enfants ensemble.
En 2004, il a eu une fille avec Elsa Esther Carrillo Anchondo, une employée domestique. Cette relation a conduit au divorce entre Zaragoza et López en 2014.

## Controverses

### Procédure de divorce
Le divorce entre Miguel Zaragoza Fuentes et Evangelina López Guzmán a été très médiatisé au Mexique. Un tribunal du Texas a initialement ordonné à Zaragoza de céder une partie importante de son empire commercial à López, y compris des entreprises comme Z-Gas au Mexique, Texas Gas & Oil aux Bahamas, et des sociétés d'investissement en Suisse.
Cependant, cette décision a fait l'objet d'appels et de batailles juridiques jusqu'à la Cour suprême du Mexique. En 2018, le Tribunal d'appel du premier district du Texas a annulé la sentence de divorce et, par conséquent, la répartition des biens précédemment décidée.
Une des entreprises que Zaragoza devait céder, la Texas Gas & Oil (TGO) Ltd., basée aux Bahamas, s'est avérée être la propriété de sa fille adolescente issue de sa relation avec Carrillo. Selon les documents du tribunal, TGO a transféré des millions de dollars à Zaragoza et à sa seconde famille pour leur usage personnel, y compris pour payer les frais universitaires d'un autre enfant de Carrillo.

### Accusations d'évasion fiscale
En 2018, le ministère des Finances du Costa Rica a accusé Gas Nacional Zeta S.A., une filiale du Grupo Zeta, de fraude fiscale pour un montant de plus de 4,3 milliards de colones (environ 7,5 millions de dollars) pour la période 2012-2015. Les accusations incluaient la dissimulation d'une augmentation patrimoniale et l'utilisation d'une autre entreprise de transport pour créer des opérations fictives.

### Allégations de pratiques monopolistiques
Au Costa Rica, les entreprises de Zaragoza, Gas Nacional Zeta et Tropigas de Costa Rica, ont été accusées de monopoliser le marché du gaz de pétrole liquéfié (GPL), contrôlant environ 70% de l'importation et 82% de la distribution. Ces pratiques ont conduit à des protestations de distributeurs et de consommateurs en 2007.

### Soupçons de blanchiment d'argent et de liens avec le crime organisé
En 2024, il a été révélé que Crédit Agricole Indosuez entretenait des relations d'affaires avec la famille Zaragoza depuis 1998, malgré des allégations récurrentes impliquant potentiellement cette famille dans des affaires de blanchiment d'argent, de corruption et de trafic de drogue.
Un rapport d'audit de 2010 mentionnait que la famille Zaragoza avait "une réputation des plus sulfureuses" et qu'elle semblait "quasiment intouchable" grâce à ses contacts politiques et judiciaires. Un autre rapport de 2012 évoquait des liens présumés entre Miguel Zaragoza Fuentes et le dirigeant du cartel de Juarez, Amado Carrillo Fuentes, ainsi que des accusations selon lesquelles le groupe Zeta Gas aurait transporté de la drogue pour le compte de cartels mexicains.
Entre août 2012 et juillet 2014, d'importants flux financiers ont été enregistrés sur les comptes de la famille Zaragoza, avec des entrées d'environ 46 millions de francs suisses et des sorties d'environ 44 millions.